# Léon Dessalles
Pour les articles homonymes, voir Dessalles.
Jean Léon Dessalles est un archiviste du département de la Dordogne, un historien et un philologue français, né au Bugue le 18 mai 1803, et mort dans la même ville le 19 novembre 1878.

## Biographie
Il a fait ses études au collège de Sarlat, puis passe son baccalauréat à Limoges. Il se rend ensuite à Paris pour étudier le droit en 1822 et 1823. En 1824 et 1825, il commence des études scientifiques et à l'érudition. À 23 ans il rencontre François Just Marie Raynouard, historien, philologue romaniste et dramaturge auteur de la tragédie Les Templiers, et devient son secrétaire. Raynouard poursuit alors ses travaux sur la langue romane et l'invite à l'étude des idiomes et des langues néo-latines. Il travaille alors avec Raynouard, jusqu'à sa mort en 1836, au Lexique roman.
Après la mort de Raynouard, il a participé avec Just Paquet et Pélissier à la publication des derniers volumes, à partir du tome 3, du Lexique roman ou dictionnaire de la langue des troubadours.
En 1833, il a été nommé par Adolphe Thiers sur proposition de Daunou, employé à la section historique des Archives nationales. Il y a fait la connaissance de Jules Michelet et de Pierre Daunou. Il avait ambitionné d'être employé aux archives nationales pour y extraire les documents pouvant servir à l'histoire du Périgord. Quand il a considéré qu'il avait extrait des réserves des Archives nationales et de la Bibliothèque nationale les documents qui lui paraissaient utiles, il a sollicité et obtenu le poste d'archiviste du département de la Dordogne.
Dans cette période, grâce à ses relations avec des membres des comités historiques du Ministère de l'instruction publique il a obtenu différentes missions d'inspection des Archives départementales de la Gironde et des Basses-Pyrénées (Pyrénées atlantiques) où il a accès aux documents des domaines de la maison d'Albret et de Bourbon qui avaient des possessions en Béarn, en Gascogne, en Périgord et en Limousin.
En 1842, il devient membre de la Société des antiquaires de France. Il publie en 1844 un article sur le Trésor des chartes, en 1845, l’Histoire de Périgueux, de Sarlat, Nontron, Bergerac, dans les Villes de France.
En 1848, il salue l'avènement de la Deuxième République. Il est nommé par ses compatriotes président de la Société de secours mutuels des périgourdins réunis à Paris. En 1849, il s'occupe de l'organisation municipale dans une démocratie. Il demande que « l'instruction soit gratuite et largement donnée à tous au nom de la République ».
En 1851, il est couronné par l'Académie des sciences, inscriptions et belles-lettres de Toulouse pour son mémoire L'Influence de la littérature française sur la littérature romane. En 1854, il obtinet le prix Volney de l'Institut de France pour ses études sur l'origine et la formation du roman et de l'ancien français. En 1858, il est récomposé par l'Académie de Bordeaux pour son mémoire De l'influence de la guerre des Albigeois sur la langue et la littérature romane en général et plus particulièrement dans le midi de la France.
Le contact avec l'étude des troubadours l'a amené au projet d'écrire une Histoire du Périgord.Il a écrit en 1832 que c'était devenu une idée fixe et en 1837 : « Je m'occupe, en effet, d'une histoire générale du Périgord, mais je suis loin de toucher à sa fin. Les circonstances qui se rattachent à ce dessein et la manière dont je prétends l'exécuter, ne me permettent même pas encore de fixer d'une manière exacte l'époque précise où je pourrai soumettre au jugement de mes concitoyens le résultat de mes recherches et de mes études. Ce que je puis dire pour le moment, c'est que je veux faire un travail complet, ayant pour base tous les titres originaux existant encore, et le nombre en est grand. Telles est, en effet, la tâche que je me suis imposée, que, quoique j'aie déjà extrait ou copié en entier près de 4 000 chartes, c'est à peine si j'en ai extrait ou copié le tiers. Il est vrai, toutefois, de dire que les recherches préliminaires auxquelles j'ai dû me livrer sont à peu près terminées, ce qui avance de beaucoup le travail qui me reste à faire : mais j'aurai encore une foule de livres à dépouiller, et ce ne sera qu'après avoir réuni tous ces matériaux que je m'occuperai de la rédaction ». Des premiers textes paraissent en 1839 dans L’Écho de Vésone sous un pseudonyme.
Il est nommé archiviste du département de la Dordogne le 1er janvier 1855. Aux archives départementales de Dordogne, il va continuer sa recherche de documents, à les examiner et les dépouiller. Quand il prend sa retraite le 31 décembre 1866, il avait réuni 20 000 copies de documents pour écrire l'histoire du Périgord. Dès 1863, le début d'une maladie l'a amené à entreprendre la rédaction de l’Histoire du Périgord.
Il a présenté sa candidature au Conseil général en 1866, sans succès. Plus tard, il a eu un mandat au conseil municipal, puis la fonction de juge de paix. Il est révoqué de cette fonction avec les autres juges républicains, en 1871, par Thiers.
L’Histoire du Périgord n'est pas terminée à sa mort. Il a rédigé quelques mois avant sa mort De la Réforme en Périgord. Cette histoire devait avoir cinq tome. Seuls le manuscrit de trois tomes et le début du quatrième étaient rédigés à sa mort.

## Publications
- « Notice historique sur le cardinal de Périgord », L'Écho de Vésone,‎ 13 et 16 juillet 1829
- Calendrier de la Dordogne, 1844
- Léon Dessalles et Polycarpe Chabaille, Mystère de Saint Crespin et Saint Crespinien, Paris, chez Silvestre libraire, 1836 (lire en ligne)
- Éloge historique de saint Bernard, 1837
- « Études sur la langue française, observations préliminaires », Journal grammatical, littéraire et philosophique de la langue française et des langues en général, 3e série, t. 1,‎ 1837 et 1838, p. 6-15, 49-60, 241-261 (lire en ligne)
- « Les patois du midi de la France, considérés sous le double rapport de l'écriture et de la contexture matérielle des mots », Journal grammatical, littéraire et philosophique de la langue française et des langues en général, 3e série, t. 1,‎ 1837 et 1838, p. 337-352 (lire en ligne)
- « Des formes de transition que les mots latins revêtirent en se décomposant avant de passer définitivement dans la langue romane rustique », Journal grammatical, littéraire et philosophique de la langue française et des langues en général, 3e série, t. 1,‎ 1837 et 1838, p. 729-744 (lire en ligne)
- « La langue des troubadours et celle des trouvères comparées dans la contexture et la valeur prosodique des mots », Journal grammatical, littéraire et philosophique de la langue française et des langues en général, 3e série, t. 2,‎ 1839, p. 241-260 (lire en ligne)
- « Rapport : Le mot éduquer doit-il être conservé dans la langue ? », Journal grammatical, littéraire et philosophique de la langue française et des langues en général, 3e série, t. 2,‎ 1839, p. 333-336 (lire en ligne)
- « Recherches sur les formes grammaticales de la langue française et de ses dialectes au onzième siècle, par Gustave Fallot », Journal grammatical, littéraire et philosophique de la langue française et des langues en général, 3e série, t. 3,‎ 1840, p. 377-392 (lire en ligne)
- « Le Trésor des chartes, sa création, ses gardes et leurs travaux, depuis l’origine jusqu’en 1582 », Mémoires présentés par divers savants étrangers à l’Académie, t. 1,‎ 1844, p. 365-461 (lire en ligne)
- Périgueux et les deux derniers comtes de Périgord ou Histoires des querelles de cette ville avec Archambaud V et Archambaud VI, Paris, Librairie de P. Dupont, 1847 (lire en ligne)
- « Rançon du roi Jean : compte de l'aide imposée pour la délivrance de ce prince, levée sur les prévôté, vicomté et diocèse de Paris par les mains de Jean le Mire pendant une année, commençant le 17 aout 1369 et finissant le même jour 1370 », Mélanges de littérature et d'histoire recueillis et publiés par la société des bibliophiles, Imprimerie Crapelet,‎ 1850, p. 187-321 (lire en ligne)
- Rapport à M. le Préfet de la Dordogne sur l'état présent des Archives municipales de Sarlat et leur état passé, Périgueux, Imprimerie Dupont et Cie, 1855 (lire en ligne)
- L'administration en Périgord, du XIIIe au XVIIIe siècle, Périgueux, Imprimerie Dupont et Cie, 1855 (lire en ligne)
- Histoire du Bugue, Périgueux, Imprimerie Dupont et Cie, 1857 (lire en ligne)
- Établissement du christianisme en Périgord, Périgueux, Imprimerie Dupont et Cie, 1862 (lire en ligne)
- Histoire du Périgord, t. 1, Périgueux, R. Delage et D. Joucla éditeurs, 1883 (lire en ligne) 1885, tome 2, 1885, tome 3, réimpression Slatkine reprints, Genève, 1971

## Hommage
Des rues portent son nom à Périgueux et au Bugue.